# Adolfo García Quesada

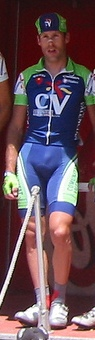
Adolfo García Quesada.

Adolfo García Quesada (La Zubia, Granada, 27 de setembro de 1979) é um ex-ciclista espanhol.
García Quesada fazia parte da equipa da ibanesto.com no ano de 2001. No seu segundo ano se afirmou como a nova promessa neste campo, ao ganhar uma etapa da Volta a Portugal. Em 2003 mudou-se à equipa Kelme-Costa Blanca e ganhou uma etapa da Volta a Burgos. Desde 2006 compete na equipa Andalucía-Paul Versam. Tem ganhado uma etapa na Volta a Andaluzia em 2006 e terminou na classificação geral terceiro.
Em 2006, no marco da Operação Puerto, foi identificado pela Policia civil como cliente da rede de doping liderada por Eufemiano Fuentes, com o nome em chave Fito. Adolfo García Quesada não foi sancionado pela Justiça espanhola ao não ser o doping um delito em Espanha nesse momento, e também não recebeu nenhuma sanção desportiva ao se negar o juiz instrutor do caso a facilitar aos organismos desportivos internacionais (AMA, UCI) as provas que demonstrariam o seu envolvimento como cliente da rede de doping.
Na actualidade dedica-se ao mountan bike, conseguindo em 2014 o campeonato da Espanha Master 30, e em 2015 ganhador Absoluto da Volta Andalucia MTB nas filas da equipa Bull Bikes. No ano de 2016 volta a fazer parte da equipa Semar Elite de Granada, no que segue na actualidade.
É o irmão mais novo de Carlos García Quesada, também ciclista profissional.

## Palmarés
2000
- 1 etapa da Volta a Navarra

2002
- 1 etapa da Volta a Portugal
- 1 etapa da Volta a Burgos

2004
- 1 etapa da Volta a Portugal

2005
- Volta a Astúrias
- 1 etapa da Volta a Portugal

2006
- 1 etapa da Volta a Andaluzia
- 1 etapa da Volta à Catalunha

2014
- Campeão de Espaňa Master 30 Maraton Mtb

2015
- Ganhador Absoluto Volta da Andaluzia MTB

## Equipas
- iBanesto.com (2001-2002)
- Kelme-Costa Blanca (2003)
- Comunidad Valenciana - Kelme (2004)
- Comunidad Valenciana-Elche (2005)
- Andalucía-Paul Versan (2006)
- Bull Bikes (2014-2015)
- Semar Elite (2016-)